# 奉恩寺
奉恩寺（ポンウンサ、ほうおんじ、朝鮮語: 봉은사）は、大韓民国ソウル特別市江南区にある仏教寺院。韓国仏教界の最大勢力である曹渓宗（大韓仏教曹渓宗）の総本山曹渓寺の末寺。李氏朝鮮の時代から日本統治時代にまたがる1551年から1936年にかけて、奉恩寺は禅宗の総本山だった。

## 歴史
奉恩寺は、新羅時代の794年（元聖王10年）に縁会が見性寺を創建したことをもって、奉恩寺の創建としている。李氏朝鮮燕山君の時代の1498年、見性寺を改築して宣陵（成宗の陵）を管理する陵寺とし、名前を奉恩寺に改名した。1551年には全国の禅宗を管掌する禅宗首寺刹に指定され、禅宗の総本山になった。李氏朝鮮では世宗の仏教弾圧以降、宗派は禅教の2宗派だけだった。禅宗の総本山は奉恩寺だったが、教宗の総本山は奉先寺であった。
1562年（明宗17年）、寺を現在の場所に移した。明宗の時代（1545年 - 1567年）の初期、幼い明宗に代わり、文定王后が垂簾聴政を行ったが、文定王后は奉恩寺を仏教復興の根本道場とした。普雨が1548年に住持になってから、禅教両派とも、科挙の僧科試験を復活させた。僧科の試験は奉恩寺で行われた。朝鮮末期の1902年、大韓寺刹令が制定され、奉恩寺は全国に14ヵ所ある首寺刹の一つに指定された。韓国併合後の1911年、朝鮮三十本山に選ばれ、ソウル及び広州などの京畿道8ヵ郡にある80あまりの寺院を管轄した。1939年の大火災で大部分の建物が焼失し、1941年から1942年にかけて再建した。連合軍統治下の1945年、大韓仏教曹渓宗総務院の直轄寺刹になった。1996年に高さ23mの韓国最大の弥勒大仏を建立した。